# Berdiansk
Berdiansk ou Berdyansk (em ucraniano:  Бердя́нськ, em russo:  Бердя́нск) é uma cidade da Ucrânia, situada no Oblast de Zaporíjia. Tem 82,65 km² de área e sua população em 2020 foi estimada em 109.187 habitantes. Atualmente, a cidade está sobre ocupação russa desde fevereiro de 2022 no contexto da Invasão da Ucrânia pela Rússia em 2022.